# Campionati del mondo di ciclocross 2024 - Gara femminile Elite
La venticinquesima edizione della gara femminile Elite dei Campionati del mondo di ciclocross si svolse il 3 febbraio 2024 con partenza ed arrivo da Tábor, in Repubblica Ceca, su un percorso iniziale di 150 m più un circuito di 3,3 km da ripetere 4 volte per un totale di 13,35 km. La vittoria fu appannaggio dell'olandese Fem van Empel, la quale terminò la gara in 46'19", alla media di 17,289 km/h, precedendo le connazionali Lucinda Brand e Puck Pieterse.
Partenza con 33 cicliste  delle quali 27 portarono a termine la competizione.

## Squadre partecipanti
| N.    | Cod. | Squadra       |
| ----- | ---- | ------------- |
| 1-9   | NED  | Paesi Bassi   |
| 10-13 | BEL  | Belgio        |
| 14    | ITA  | Italia        |
| 18-19 | FRA  | Francia       |
| 20-23 | CAN  | Canada        |
| 24-25 | USA  | Stati Uniti   |
| 26-27 | ESP  | Spagna        |
| 29    | GBR  | Gran Bretagna |
| 31    | POL  | Polonia       |
| 32    | AUT  | Austria       |
| 33-34 | GER  | Germania      |
| 35-37 | CZE  | Cechia        |
| 38    | AUS  | Australia     |

## Ordine d'arrivo (Top 10)
| Pos. | Corridore                  | Squadra     | Tempo   |
| ---- | -------------------------- | ----------- | ------- |
| 1    | Fem van Empel              | Paesi Bassi | 46'19"  |
| 2    | Lucinda Brand              | Paesi Bassi | a 1'20" |
| 3    | Puck Pieterse              | Paesi Bassi | a 1'54" |
| 4    | Ceylin del Carmen Alvarado | Paesi Bassi | a 2'37" |
| 5    | Laura Verdonschot          | Belgio      | a 2'52" |
| 6    | Sara Casasola              | Italia      | a 2'59" |
| 7    | Annemarie Worst            | Paesi Bassi | a 3'40" |
| 8    | Clara Honsinger            | Paesi Bassi | a 3'45" |
| 9    | Inge van der Heijden       | Paesi Bassi | a 3'49" |
| 10   | Maghalie Rochette          | Canada      | a 3'52" |